# Bambakashat
Bambakashat (in armeno Բամբակաշատ?) è un comune dell'Armenia di 3 466 abitanti (2008) della provincia di Armavir.